# Hegnenbach (Altenmünster)
Hegnenbach ist ein Pfarrdorf und Ortsteil der Gemeinde Altenmünster im schwäbischen Landkreis Augsburg in Bayern (Deutschland).

## Geschichte
Bis zur Gebietsreform in Bayern am 1. Juli 1972 gehörte die selbstständige Gemeinde Hegnenbach mit ihren Ortsteilen Lüftenberg und Rischgau mit Wiesmühle zum Bezirksamt Wertingen, das ab 1939 als Landkreis Wertingen bezeichnet wurde. Im Zuge der Gebietsreform in Bayern wurde Hegnenbach am 1. Juli 1972 dem Landkreis Augsburg (zunächst mit der Bezeichnung Landkreis Augsburg-West) zugeschlagen. Am 1. Mai 1978 erfolgte die Eingemeindung in die Gemeinde Altenmünster. Rischgau und Wiesmühle kamen zu Villenbach im Landkreis Dillingen an der Donau.
Die katholische Pfarrei Sankt Georg in Hegnenbach gehört zur Pfarreiengemeinschaft Altenmünster/Violau im Dekanat Augsburg-Land im Bistum Augsburg. Zur Pfarrei gehören außerdem noch Lüftenberg und die Hausenmühle.

## Baudenkmäler
- katholische Pfarrkirche St. Georg
- Pfarrhaus, erbaut um 1750
- Kleinbauernhaus an der Talstraße 6, erbaut Anfang des 19. Jahrhunderts

## Persönlichkeiten
- Franz Wolf (* 1855 in Hegnenbach; † 1935 in Dinkelscherben), Lehrer und Organist in Gersthofen, Ehrenbürger ebenda